# Stefano Landini
Stefano Landini (Roma, 15 ottobre 1963 – Roma, 6 febbraio 2025) è stato un regista, sceneggiatore e montatore italiano.

## Biografia
Nel 1988 viene ammesso al corso di regia del Centro sperimentale di cinematografia, dove si diploma nel 1990. Tra i suoi insegnanti ci sono Gianni Amelio e Furio Scarpelli.
Dopo aver realizzato diversi cortometraggi in pellicola e in video all'inizio degli anni novanta (Duet, con Enrico Lo Verso, 1990; Piazza Mincio: l'isola Coppedè), per alcuni anni lavora come proiezionista in alcune sale di Roma. Lavora quindi per l'ENEA per cui gira alcuni documentari: uno di essi, La chimera d'Arezzo, vince la Targa d'oro "Cinema & Industria" nel 1991.
Seguono Burattini! (1992), documentario prodotto da Gianluca Arcopinto, e L'occhio, la mente, le immagini (1993), sulle ricerche relative ai movimenti oculari portate avanti dal CNR, al quale collabora Enrico Ghezzi.
Dal 1996 al 2001 realizza insieme a Mauro di Flaviano e Federico Greco Stanley and Us, documentario in 38 episodi su Stanley Kubrick, invitato da numerosi festival tra cui il Torino Film Festival. Nel 2001 gli episodi diventano un libro-cofanetto a cui è allegato un lungometraggio 'pilota', entrambi pubblicati da Edizioni Lindau.
Mentre prosegue il lavoro di regista e montatore presso il Centro sperimentale di cinematografia prima a Roma poi a Torino, dirige i documentari  La ciociara 40 anni dopo (2001), presentato alla 58ª Mostra internazionale d'arte cinematografica di Venezia, in cui compare l'ultima intervista a Raf Vallone, e Appunti per la rinascita di un film (2002), sul restauro del film L'avventura di Michelangelo Antonioni, presentato all'edizione successiva della mostra.
Nel 2006 gira in Etiopia Axum, lungometraggio sulla stele omonima riportata da Roma al paese di origine, che viene presentato al Vittoriano di Roma davanti alle delegazioni italiana ed etiopica.
Dell'anno successivo è Color sacro, sul primo film a colori italiano; Mater Dei (distribuito in DVD dalla Fox Video) e la produzione del cortometraggio Take Me Home di Luca Vendruscolo e Massimo De Lorenzo.
Nel 2007 esordisce nel lungometraggio con 7/8 - Sette ottavi, coprodotto da Rai Cinema e da Film Commission Torino Piemonte; il film narra delle tragiche vicende dei musicisti jazz italiani a Torino tra il 1940 e il 1943. Il film vince il 61º Festival internazionale del cinema di Salerno.
Nel 2008 torna alla Mostra del Cinema di Venezia con Lo sceicco ritrovato, realizzato assieme a Fulvio Baglivi e Moraldo Rossi, in cui rari tagli del film Lo sceicco bianco di Federico Fellini dialogano in forma sperimentale con la prima versione del film stesso. Nel 2009 realizza la puntata El Alamein per il programma di Rai 3 La storia siamo noi: il documentario va in onda anche su History Channel.
Nel 2010 gira Ieri e oggi, documentario sulla riforma fondiaria.
Nel 2012 realizza il cortometraggio Le mummie siete voi !, e nel 2014, per il Centro Sperimentale di Cinematografia, il corto 3:32, dedicato al terremoto de L'Aquila, seguito da Codice Viola e da Tempo di Vita.
Nel 2018, assieme a Toni Lama, il lungometraggio documentario Cocktail Bar - Storie Jazz di Roma, di note, di amori, dedicato alla storia del Music Inn, che verrà presentato alla Festa del Cinema di Roma di quell'anno.
Nel 2023 gira in Puglia il lungometraggio Stolen Moments, che verrà presentato al Bif&st di Bari del 2024.

## Filmografia

### Cinema
- L'occhio, la mente, le immagini – documentario (1993)
- Stanley and Us – documentario (1996-2001)
- Axum – documentario (2006)
- 7/8 - Sette ottavi (2007)
- El Alamein – documentario (2009)
- Cocktail Bar - Storie Jazz di Roma, di note, di amori (2018)
- Stolen Moments (2024)

### Cortometraggi
- Duet (1990)
- Piazza Mincio: l'isola Coppedè (1990)
- Pronto Antardide... mi sentite? (1990)
- La chimera d'Arezzo (1991)
- Burattini! (1992)
- Derby (1995)
- La firma (1998)
- La ciociara 40 anni dopo (2001)
- Appunti per la rinascita di un film (2002)
- Color sacro (2006)
- Lo sceicco ritrovato (2008)
- Ieri e oggi (2009)
- Le mummie siete voi! (2012)
- 3:32 (2014)
- Codice viola (2016)
- Tempo di vita - LifeTime (2018)